# Die Kelten
Die Kelten ist eine dreiteilige deutsch-britische Geschichtsdokumentation von Jeremy Hall und Michael Lachmann nach einem Drehbuch von Alexander Emmert aus dem Jahr 2016. Regie führten Johannes Geiger und Heike Schmidt.

## Folgen

### Europas vergessene Macht (1/3)
Die erste Folge widmet sich der Schlacht an der Allia, in der die Römer im Jahr 387 v. Chr. eine bittere Niederlage erlitten, woraufhin Brennus mit seinen keltischen Kriegern Rom einnehmen und das Kapitol belagern konnte. In der Serie wird weiter der Übergang von der Bronze- zur Eisenzeit am Beispiel Hallstatts und schließlich die Heuneburg thematisiert.

### Kampf um Gallien (2/3)
In der zweiten Folge wird Cäsars siebenjährige Eroberung Galliens thematisiert, wodurch letztlich das Schicksal der Kelten auf dem Kontinent besiegelt wurde.

### Aufstand der Königin (3/3)
Der letzte Teil stellt Boudiccas Aufstand gegen die Römer in Folge der Eroberung Britanniens durch die Römer dar.